# 매드 매드 대소동
《매드 매드 대소동》(It's A Mad Mad Mad Mad World)은 미국에서 제작된 스탠리 크레이머 감독의 1963년 액션, 모험, 코미디, 범죄 영화이다. 스펜서 트레이시 등이 주연으로 출연하였고 스탠리 크레이머 등이 제작에 참여하였다.

## 출연

### 주연
- 스펜서 트레이시
- 밀튼 버얼
- 시드 캐서
- 버디 해킷
- 에델 머먼
- 미키 루니
- 딕 숀
- 필 실버스

### 조연
- 테리-토머스
- 조나단 윈터스
- 에디 애덤스
- 도로시 프로베인
- 에디 로체스터 앤더슨
- 짐 바쿠
- 벤 블루
- 조 E. 브라운
- 앨런 카니
- 칙 챈들러
- 배리 체이즈
- 로이드 코리건
- 윌리엄 드마레스트
- 앤디 데빈
- 셀마 다이아몬드
- 피터 포크
- 노먼 펠
- 폴 포드
- 스탠 프레버그
- 루이즈 글렌
- 레오 고시
- 스테링 할러웨이
- 마빈 캐플란
- 에드워드 에버렛 홀튼
- 버스터 키튼
- 돈 노츠
- 찰스 레인
- 마이크 마주키
- 찰스 맥그로우
- 클리프 노턴
- 자수 피츠
- 칼 라이너
- 매들린 루
- 로이 로버츠
- 아놀드 스탱
- 닉 스튜어트
- 더 쓰리 스투게스
- 샘미 통
- 제시 화이트
- 지미 듀랜트
- 잭 베니
- 폴 버치
- 월리 브라운
- 존 클락
- 스탠리 클레멘츠
- 프랭키 대로
- 하워드 다 실바
- 조 데리타
- 민타 더피
- 로이 잉겔
- 래리 파인
- 제임스 플러빈
- 니콜라스 조지아드
- 스테이시 해리스
- 돈 C. 하비
- 모 하워드
- 론 하워드
- 알렌 젠킨스
- 로버트 칸스
- 톰 케네디
- 해리 로터
- 벤 레시
- 보보 루이스
- 제리 루이스
- 밥 마주키
- 바바라 펩퍼
- 에디 라이더
- 찰스 셔록
- 에디 스미스
- 둘즈 위버

## 기타
- 미술: 루돌프 스터나드
- 세트: 조셉 키시
- 의상: 빌 토머스